# Schwarzburg-Sondershäuser Unterherrschaft
Als Unterherrschaft der Grafschaft bzw. seit 1697 des Fürstentums des Hauses Schwarzburg-Sondershausen wurden – nach der Topografie benannt, in Abgrenzung zu der Schwarzburg-Sondershäuser Oberherrschaft – mehrere Gebietsteile in Nordthüringen bezeichnet. Diese gehörten einst zu den Besitzungen der Herren von Schwarzburg, die Graf Günther XL., der Reiche, zur maximalen Größe in der Grafschaft Schwarzburg vereinte. Unter seinen vier Söhnen wurden diese 1571 im Stadtilmer Vertrag und nochmals 1574 wieder geteilt.
Dabei entstanden die Grafschaften Schwarzburg-Sondershausen unter Johann Günther I., Schwarzburg-Frankenhausen unter Wilhelm I., Schwarzburg-Arnstadt unter Günther XLI. und Schwarzburg-Rudolstadt unter Albrecht VII.

## Daten der Schwarzburg-Sondershäuser Unterherrschaft
- Fläche: 519,14 km²
- Wichtige Orte:  Sondershausen mit dem Stammschloss Schloss Sondershausen, Greußen und Clingen, Ebeleben
- Verwaltungsbezirke: Ebeleben und Sondershausen
- Exklaven: u. a. Bothenheilingen (bis 1815), Bruchstedt (bis 1815), Großbodungen, Günthersleben, Haßleben (bis 1811), Sülzenbrücken, Ingersleben

## Geographische Ausdehnung
Die Schwarzburg-Sondershäuser Unterherrschaft mit der Stadt Sondershausen als Zentrum lag im südöstlichen Harzvorland. Es umfasste das mittlere Tal der Wipper, die Windleite, die Hainleite und einen nördlichen Teil des Thüringer Beckens. Ein weiterer Fluss im Gebiet ist die Helbe.
Das Herrschaftsgebiet bildet heute den Westteil des Kyffhäuserkreises im Norden des Freistaats Thüringen.

## Angrenzende Verwaltungseinheiten
Die Schwarzburg-Sondershäuser Unterherrschaft grenzte bis 1815 an folgende Gebiete:
- Fürstentum Schwarzburg-Rudolstadt (Unterherrschaft): Kerngebiet im Osten; Exklave Schlotheim im Südwesten; Exklave Straußberg/Immenrode im Nordwesten
- Kurfürstentum Sachsen: Ämter  Langensalza und Weißensee im Süden; deren Exklaven Zaunröden und Großfurra im Westen; Exklave Bendeleben im Osten
- Gemeinsamer Besitz des Fürstentums Schwarzburg-Rudolstadt und der Grafschaft Stolberg-Roßla: Ämter Heringen und Kelbra  im Norden
- Herzogtum Sachsen-Gotha-Altenburg: Amt Volkenroda (Exklave) im Südwesten
- Erzbistum Mainz: Eichsfeld im Westen (1802 zu Preußen, 1807 zum Königreich Westphalen)
- Reichsstadt Mühlhausen im Westen (1802 zu Preußen, 1807 zum Königreich Westphalen)
- Königreich Preußen: Gebiet um Bleicherode im Nordwesten (1807 zum Königreich Westphalen)

Durch die Bestimmungen des Wiener Kongresses kamen 1815 die kursächsischen Exklaven Großfurra und Bendeleben zum Herrschaftsgebiet hinzu. Die anderen kursächsischen Gebiete, das Eichsfeld, die ehemalige Reichsstadt Mühlhausen und die Ämter Kelbra und Heringen kamen an Preußen, welches seitdem im Westen, Nordwesten und Süden an die Unterherrschaft grenzte.

## Zugehörige Gebiete
Aus: Territorialverteilung um 1700, Entwurf Dr. H. Herz (auf der Grundlage der Gemeindegrenzenkarte von Thüringen), Thür. Historische Kommission, 1937
Das Staatsgebiet der Unterherrschaft von Schwarzburg-Sondershausen bestand aus dem Landesteil Sondershausen. Dazu kamen noch einige Exklaven. Der Schwarzburg-Sondershäuser Teil bildete den Westteil der Schwarzburger Unterherrschaft. Die Unterherrschaft von Schwarzburg-Sondershausen beinhaltete die Amtsgerichtsbezirke Sondershausen, Ebeleben und Greußen.

### Ämter der Schwarzburg-Sondershäuser Unterherrschaft
- Amt Ebeleben (mit Ebeleben, Holzsußra, Marksußra, Billeben, Exklave Bothenheilingen)
- Amt Schernberg (mit Schernberg, Himmelsberg, Gundersleben, Rockstedt, Abtsbessingen)
- Amt Keula (mit Keula, Holzthaleben, Großbrüchter, Kleinbrüchter, Urbach, Großmehlra, Toba, Wiedermuth, Rockensußra)
- Amt Clingen (mit Greußen, Westgreußen, Wasserthaleben, Clingen, Großenehrich, Wenigenehrich, Wolferschwenda, Rohnstedt, Otterstedt, Niederspier, Westerengel, Kirchengel, Feldengel, Holzengel, Trebra, Niederbösa)
- Amt Sondershausen (mit Sondershausen, wo sich auch die Residenz Schloss Sondershausen des Hauses Schwarzburg-Sondershausen befindet, Stockhausen, Badra, Jecha, Bebra, Hachelbich, Bebra, Jechaburg, Oberspier, Hohenebra, Thalebra, Bellstedt, Thüringenhausen, Bliederstedt, Bruchstedt)
- Amt Großbodungen (mit Großbodungen, Epschenrode, Wallrode, Kraja, Haynrode, Hauröden)
- Allerburgische Gerichtsorte (mit Silkerode, Zwinge, Bockelnhagen, Neuhof)

### Territoriale Veränderungen
1593 wurde die Burg Allerburg nördlich des Obereichsfelds nach Aussterben der Teilbesitzer von den Grafen von Schwarzburg ganz übernommen und kam 1612 durch Besetzung an die Herzöge von Braunschweig, deren Besitz 1694 gerichtlich bestätigt wurde. Durch den Wiener Kongress ging die Burg und seine vier zugehörigen Orte 1816 an Preußen.
1811 erhielt das Herzogtum Sachsen-Weimar-Eisenach den Ort Haßleben, der damit seine Existenz als Exklave des Fürstentums Schwarzburg-Sondershausen beendete. Er wurde dem Amt Großrudestedt angegliedert. Aufgrund des Beschlusses des Wiener Kongresses wurden 1816 die Exklaven Großfurra und Bendeleben des sächsischen Amts Weißensee der Unterherrschaft des Fürstentums Schwarzburg-Sondershausen angegliedert. Die schwarzburgischen Exklaven Bothenheilingen und Bruchstedt gelangten im Gegenzug 1816 an den Landkreis Langensalza im Regierungsbezirk Erfurt der preußischen Provinz Sachsen. Weitere Orte, wie Großbodungen gelangten ebenfalls an Preußen.
Bei einer Neugliederung des Staatsgebietes im Jahre 1850 wurden in der Unterherrschaft die drei Verwaltungsbezirke Sondershausen, Ebeleben und Greußen gebildet. Der Verwaltungsbezirk Greußen wurde 1858 wieder aufgelöst und auf die Bezirke Sondershausen und Ebeleben aufgeteilt. Von 1882 bis 1897 war der Verwaltungsbezirk Ebeleben vorübergehend aufgehoben und während dieser Zeit bildete die gesamte Unterherrschaft den Verwaltungsbezirk Sondershausen. Im Jahre 1910 umfasste der Verwaltungsbezirk Sondershausen 266 km² und hatte 26.868 Einwohner. 1912 wurde die Stadt Sondershausen kreisfrei und aus dem restlichen Gebiet der Unterherrschaft wurde der neue Kreis Sondershausen gebildet.

## Orte der Unterherrschaft Schwarzburg-Sondershausen im Jahr 1900

### Verwaltungsbezirk Sondershausen
| - Badra - Bebra - Bendeleben - Berka - Bliederstedt | - Clingen - Feldengel - Greußen - Großfurra - Hachelbich | - Holzengel - Jecha - Jechaburg - Kirchengel - Niederbösa | - Niederspier - Oberspier - Otterstedt - Sondershausen - Stockhausen | - Trebra - Wasserthaleben - Westerengel - Westgreußen |

Zum Verwaltungsbezirk Sondershausen gehörten noch die unbewohnten gemeindefreien Waldbezirke Bebra, Hachelbich, Jecha, Oberspier und Stockhausen.

### Verwaltungsbezirk Ebeleben
| - Abtsbessingen - Allmenhausen - Bellstedt - Billeben - Ebeleben | - Großbrüchter - Großenehrich - Großmehlra - Gundersleben - Himmelsberg | - Hohenebra - Holzsußra - Holzthaleben - Keula - Kleinbrüchter | - Rockensußra - Rockstedt - Rohnstedt - Schernberg - Thalebra | - Thüringenhausen - Toba - Urbach - Wenigenehrich - Wiedermuth | - Wolferschwenda |

Zum Verwaltungsbezirk Ebeleben gehörte noch der unbewohnte gemeindefreie Waldbezirk Ebeleben.